# レオネル・サンチェス
レオネル・サンチェス（Leonel Sánchez、1936年4月25日 - 2022年4月2日）は、チリ出身のサッカー選手、サッカー指導者。ポジションはFW。

## 経歴
1953年にウニベルシダ・デ・チレに加入し、キャリアのほとんどを同クラブで過ごした。1950年代終盤から1960年代にかけて国内リーグを6度制し、バジェ・アスル（es:Ballet Azul）の異名を取ったチームにおいて主力選手の一人だった。
チリ代表での国際デビューは1955年9月19日のブラジル代表戦。1962年FIFAワールドカップ・チリ大会で4得点を挙げ、ガリンシャ、ババ、ドラジャン・イェルコヴィッチ、アルベルト・フローリアーン、ワレンチン・イワノフと並び得点王となった。

## 代表歴
- チリ代表

1962年 チリW杯: 6試合4得点（3位）
1966年 イングランドW杯: 3試合0得点（1次リーグ）

## タイトル

### クラブ
ウニベルシダ・チリ
- リーグ：1959、1962、1964、1965、1967、1969

コロコロ
- リーグ：1970